# Jes Bundsen

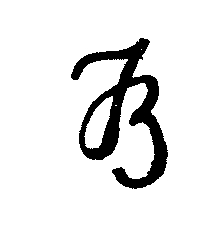
Signatur

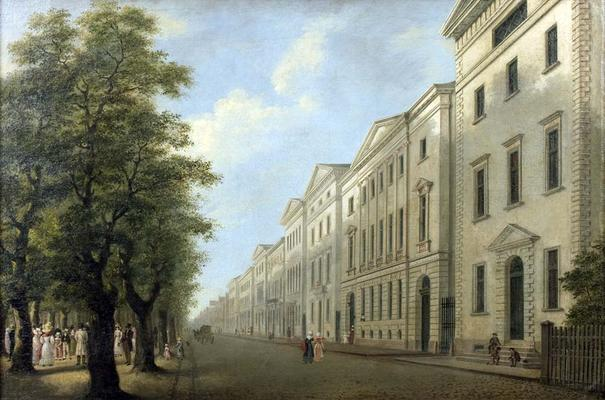
Jes Bundsen – Blick auf die Palmaille

Jes Bundsen (* 16. September 1766 in Assens; † 22. September 1829 in Altona) war ein Maler, Zeichner und Zeichenlehrer.

## Leben und Wirken
Der auf Fünen geborene Bundsen war der Sohn eines Kaufmanns. Sein Bruder war der Architekt Axel Bundsen. Anstatt ein Theologiestudium aufzunehmen, folgte er dem Beispiel seines Bruders und besuchte die Kunstakademie Kopenhagen. Nach dem Studienabschluss mit zwei Silbermedaillen 1786 wechselte er an die Kunstakademie Dresden. Ende der 1780er Jahre ging er zum Gut Knoop, wo er im Auftrag von Heinrich Christoph von Baudissin Zeichenunterricht erteilte. 1795 zog er nach Altona, wo er als Zeichenlehrer am Christianeum unterrichtete. Er lehrte nach den Regeln der Anfängerklassen, die er aus Kopenhagen kannte.
Bundsen, der bis Lebensende in Altona und Hamburg tätig war, gab unbezahlt Kurse für Fachzeichnen, Kopien der Werke bedeutender Künstler und Arbeiten nach Gipsabgüssen. Die Lehrveranstaltungen fanden an einer Sonntagsschule in Altona statt, die Handwerkslehrlingen Fortbildungen anbot. Bundsen engagierte sich für die Gründung des Altonaer Kunstvereins und stellte bei den ersten Kunstausstellungen aus, die in Altona stattfanden.

## Werke

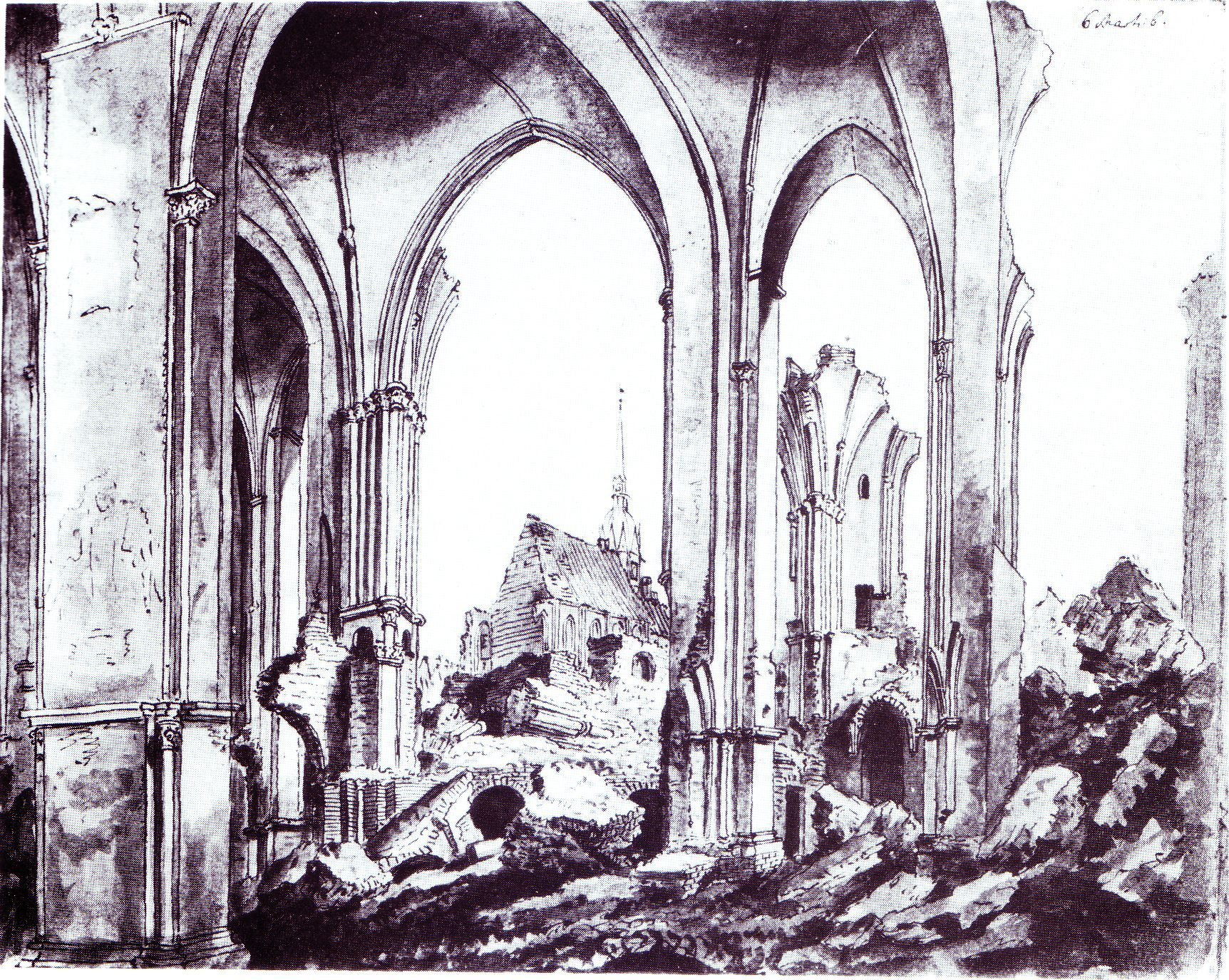
Abbruch der Hamburger Domkirche, März 1806

Jes Bundsen hielt insbesondere Architektur akribisch genau im Bild fest. Er malte Hamburger Kirchen oder die Palmaille. Da er sich äußerst eng am Original orientierte und sich nur wenig künstlerische Freiheiten zugestand, erscheinen die Werke mitunter etwas steif. Sie sind jedoch eine hervorragende Quelle für Forschungen zur Kulturgeschichte.
Die meisten seiner Gemälde sind im Statens Museum for Kunst zu sehen. Die Hamburger Kunsthalle ist im Besitz von unter anderem zwölf Radierungen. Diese zeigen Überreste des Hamburger Doms, erstellt 1806, die Palmaille von 1823/24, die „Sonntagsschule“ von 1822 und den „Umzug der Waisenkinder“, vermutlich angefertigt um 1822.